# Кутир-Шилхаха I
Кутир-Шилхаха I — верховный правитель (суккаль-мах) Элама, правивший около 1635—1625 годов до н. э., из династии Эпартидов.
Кутир-Шилхаха I был родным или двоюродным братом Кук-нашура II. Племянник Кутир-Шилхахи I, до того бывший управителем Суз, стал, вероятно, вице-регентом, а его место занял другой племянник Кук-нашур III. Но жизнь последнего, как кажется, оказалась недолгой, поскольку в Сузах его сменил Темпти-рапташ, вне всякого сомнения, ещё один племянник верховного правителя.
| Династия Эпартидов (Суккаль-махи) |                                            |                         |
| Предшественник: Кук-нашур II      | суккаль-мах Элама ок. 1635 — 1625 до н. э. | Преемник: Темпти-рапташ |